# Heinz-Gerd Schmitz
Heinz-Gerd Schmitz (* 1950 verstorben August 2025) war ein deutscher Philosoph.

## Leben
Er studierte nach einem humanistischen Abitur in Münster und Köln Philosophie und Germanistik. Nach der Promotion in Köln 1981 (Lernen und Rhetorik. Zu den Voraussetzungen eines Lernbegriffs, der in rhetorischer Deliberation gründet) und der Habilitation (Das Mandeville-Dilemma. Untersuchungen zum Verhältnis von Politik und Moral) 1996 ebenda lehrte dort als außerplanmäßiger Professor.
Seine Forschungsschwerpunkte sind politische, die Moral-, die Rechts- und Sozialphilosophie.

## Schriften (Auswahl)
- Die dunkle Seite der Politik. Philosophische Theorien des Despotismus, der Diktatur und des Totalitarismus. Berlin 2005, ISBN 3-428-11829-4.
- Philosophische Probleme internationaler Politik und transnationalen Rechts. Berlin 2008, ISBN 3-428-12662-9.
- Die Ironie des Konservativen. Philosophische Untersuchungen zu einem Diktum Thomas Manns. Berlin 2011, ISBN 3-428-13589-X.
- Die Textur des Sozialen. Schlüsselbegriffe einer Philosophie der Gesellschaft. Stuttgart 2012, ISBN 978-3-17-022068-3.

| Personendaten    | Personendaten       |
| ---------------- | ------------------- |
| NAME             | Schmitz, Heinz-Gerd |
| KURZBESCHREIBUNG | deutscher Philosoph |
| GEBURTSDATUM     | 1950                |